# Massimiliano del Liechtenstein (principe 1969)
Massimiliano del Liechtenstein (nome completo in tedesco Maximilian Nikolaus Maria, detto Max; San Gallo, 16 maggio 1969) è un principe e banchiere liechtensteinese.

## Biografia

### Istruzione e carriera
Il principe Massimiliano è nato nel 1969 a San Gallo, in Svizzera, secondogenito di Giovanni Adamo e di Marie Kinsky von Wchinitz und Tettau. Terminati gli studi elementari a Vaduz, ottenne la maturità svizzera al Liechtensteinisches Gymnasium nel 1988.
Lavorò alla LGT Bank fino al 1989, quando si iscrisse all'European Business School vicino Francoforte sul Meno. Tra il 1990 e il 1992 fu impiegato presso James D. Wolfensohn, News Corporation e Bain & Company. Nel 1993 si laureò in economia aziendale e iniziò a lavorare come analista finanziario a New York per JP Morgan Partners (JPMP) fino al 1996.
Nel 1997 entrò all'Harvard Business School e ottenne un MBA nel 1998. Fu quindi direttore associato di Industri Kapital a Londra e ad Amburgo fino al 2000, anno in cui divenne il direttore di JPMP a Londra e a Monaco di Baviera fino al 2003. Da allora fu per tre anni a capo dell'ufficio tedesco di JPMP ed entrò in carica come presidente del comitato esecutivo del Gruppo LGT nell'aprile del 2006. Dall'ottobre dello stesso anno al 2020 è stato amministratore delegato della LGT Bank.
Nel 2007 ha fondato la LGT Venture Philanthropy per costruire comunità resilienti e contribuire alla salute degli ecosistemi. Nel 2009 ha istituito Lightrock, una piattaforma che investe a livello globale nelle aziende orientate alla risoluzione di problemi umani e ambientali. Ha fatto parte del CdA di LGT Impact dal 2016 al 2021, anno in cui è salito alla presidenza di Lightrock e della Fondazione del Gruppo LGT. Dal 2022 è nel CdA della società assicurativa Wefox.

### Matrimonio
Nel 1997 conobbe durante una festa privata a New York la stilista afro-panamense Angela Gisela Brown (Bocas del Toro, 3 febbraio 1958), figlia dell'uomo d'affari Javier Francisco (?-2018) e della casalinga Silvia Maritza Burke, diplomatasi nel 1980 presso la Parsons School (dove vinse un Oscar de la Renta Gold Thimble Award).
Si fidanzarono nel 1999 e le nozze civili ebbero luogo il 21 gennaio del 2000 a Vaduz. L'unione religiosa si svolse il 29 gennaio nella chiesa di St. Vincent Ferrer a Manhattan. Angela divenne la prima donna di origini africane a diventare membro di una famiglia reale europea.

## Discendenza
Massimiliano del Liechtenstein e Angela Gisela Brown hanno un figlio:
- Principe Alfons Constantin Maria (Londra, 18 maggio 2001), si è laureato in amministrazione aziendale all'Università di Georgetown.[13][14]

## Titoli e trattamento
- 16 maggio 1969 - 26 ottobre 1993: Sua Altezza Serenissima, il principe Massimiliano del Liechtenstein
- 26 ottobre 1993 - attuale: Sua Altezza Serenissima, il principe Massimiliano del Liechtenstein, conte di Rietberg

## Ascendenza
|                                               |                                                  |                                                      | Genitori                                 |  |  | Nonni |  |  | Bisnonni                |  |  | Trisnonni                 |  |
|                                               |                                                  |                                                      |                                          |  |  |       |  |  | Luigi del Liechtenstein |  |  | Alfredo del Liechtenstein |  |
|                                               |                                                  |                                                      |                                          |  |  |       |  |  | Luigi del Liechtenstein |  |  | Alfredo del Liechtenstein |  |
|                                               |                                                  | Enrichetta del Liechtenstein                         |                                          |  |  |       |  |  | Luigi del Liechtenstein |  |  |                           |  |
| Francesco Giuseppe II del Liechtenstein       |                                                  |                                                      |                                          |  |  |       |  |  | Luigi del Liechtenstein |  |  |                           |  |
|                                               |                                                  | Elisabetta Amalia d'Asburgo-Lorena                   | Carlo Ludovico d'Asburgo-Lorena          |  |  |       |  |  |                         |  |  |                           |  |
|                                               |                                                  | Elisabetta Amalia d'Asburgo-Lorena                   | Carlo Ludovico d'Asburgo-Lorena          |  |  |       |  |  |                         |  |  |                           |  |
|                                               |                                                  | Elisabetta Amalia d'Asburgo-Lorena                   | Maria Teresa di Braganza                 |  |  |       |  |  |                         |  |  |                           |  |
| Giovanni Adamo II del Liechtenstein           |                                                  | Elisabetta Amalia d'Asburgo-Lorena                   |                                          |  |  |       |  |  |                         |  |  |                           |  |
|                                               |                                                  | Ferdinand von Wilczek                                | Johann Nepomuk von Wilczek               |  |  |       |  |  |                         |  |  |                           |  |
|                                               |                                                  | Ferdinand von Wilczek                                | Johann Nepomuk von Wilczek               |  |  |       |  |  |                         |  |  |                           |  |
|                                               |                                                  | Ferdinand von Wilczek                                | Elisabeth Kinsky von Wchinitz und Tettau |  |  |       |  |  |                         |  |  |                           |  |
| Giorgina di Wilczek                           |                                                  | Ferdinand von Wilczek                                |                                          |  |  |       |  |  |                         |  |  |                           |  |
|                                               |                                                  | Nora Kinsky von Wchinitz und Tettau                  | Zdenko Kinsky von Wchinitz und Tettau    |  |  |       |  |  |                         |  |  |                           |  |
|                                               |                                                  | Nora Kinsky von Wchinitz und Tettau                  | Zdenko Kinsky von Wchinitz und Tettau    |  |  |       |  |  |                         |  |  |                           |  |
|                                               |                                                  | Nora Kinsky von Wchinitz und Tettau                  | Georgina Festetics de Tolna              |  |  |       |  |  |                         |  |  |                           |  |
| Massimiliano del Liechtenstein                |                                                  | Nora Kinsky von Wchinitz und Tettau                  |                                          |  |  |       |  |  |                         |  |  |                           |  |
|                                               | Ferdinand Vincenz Kinsky von Wchinitz und Tettau | Ferdinand Bonaventura Kinsky von Wchinitz und Tettau |                                          |  |  |       |  |  |                         |  |  |                           |  |
|                                               | Ferdinand Vincenz Kinsky von Wchinitz und Tettau | Ferdinand Bonaventura Kinsky von Wchinitz und Tettau |                                          |  |  |       |  |  |                         |  |  |                           |  |
|                                               | Ferdinand Vincenz Kinsky von Wchinitz und Tettau | Marie von und zu Liechtenstein                       |                                          |  |  |       |  |  |                         |  |  |                           |  |
| Ferdinand Carl Kinsky von Wchinitz und Tettau | Ferdinand Vincenz Kinsky von Wchinitz und Tettau |                                                      |                                          |  |  |       |  |  |                         |  |  |                           |  |
|                                               |                                                  | Aglaë von Auersperg                                  | Adolf von Auersperg                      |  |  |       |  |  |                         |  |  |                           |  |
|                                               |                                                  | Aglaë von Auersperg                                  | Adolf von Auersperg                      |  |  |       |  |  |                         |  |  |                           |  |
|                                               |                                                  | Aglaë von Auersperg                                  | Johanna Festetics de Tolna               |  |  |       |  |  |                         |  |  |                           |  |
| Marie Kinsky von Wchinitz und Tettau          |                                                  | Aglaë von Auersperg                                  |                                          |  |  |       |  |  |                         |  |  |                           |  |
|                                               |                                                  | Eugen Ledebur-Wicheln                                | Johann Ledebur-Wicheln                   |  |  |       |  |  |                         |  |  |                           |  |
|                                               |                                                  | Eugen Ledebur-Wicheln                                | Johann Ledebur-Wicheln                   |  |  |       |  |  |                         |  |  |                           |  |
|                                               |                                                  | Eugen Ledebur-Wicheln                                | Karoline Czernin von und zu Chudenitz    |  |  |       |  |  |                         |  |  |                           |  |
| Henriette Caroline von Ledebur-Wicheln        |                                                  | Eugen Ledebur-Wicheln                                |                                          |  |  |       |  |  |                         |  |  |                           |  |
|                                               |                                                  | Eleonore Larisch von Moennich                        | Heinrich Larisch von Moennich            |  |  |       |  |  |                         |  |  |                           |  |
|                                               |                                                  | Eleonore Larisch von Moennich                        | Heinrich Larisch von Moennich            |  |  |       |  |  |                         |  |  |                           |  |
|                                               |                                                  | Eleonore Larisch von Moennich                        | Henriette Larisch von Mönnich            |  |  |       |  |  |                         |  |  |                           |  |
|                                               |                                                  | Eleonore Larisch von Moennich                        |                                          |  |  |       |  |  |                         |  |  |                           |  |